# Koda Rohan
Kōda Shigeyuki (Edo, 23 de julho de 1867 - Ichikawa, Chiba, 30 de julho de 1947), mais conhecido sob seu pseudônimo Koda Rohan, foi um romancista japonês, ativo durante a era Meiji. Kōda escreveu Fūryūbutsu, também conhecido como O Buda da Arte ou O Buda Elegante, em 1889. A casa em que Kōda viveu foi reconstruída em 1972 pelo Museu Meiji-mura. Kōda também foi uma das primeiras pessoas a receber a Ordem da Cultura quando foi fundada em 1937.